# Sion Assidon
Sion Assidon (in arabo سيون اسيدون‎?; Agadir, maggio 1948) è un attivista marocchino.

## Biografia
Sion Assidon nasce ad Agadir nel 1948 da una benestante famiglia ebraica marocchina di tre figli. Il padre era un uomo d'affari, mentre la madre era ragioniera. Si integrò negli ambienti dell'estrema sinistra. Nell'ambito degli anni di piombo, venne arrestato il 23 febbraio 1972 insieme ad altre decine di compagni, scontando il carcere dal 1972 al 1984. Nel 1986, ha fondato la sua azienda informatica, rilevando poi l'azienda di famiglia. Sion Assidon è sposato con una palestinese americana, dalla quale ha avuto un figlio, ed è stato definito un risoluto difensore della causa palestinese, oltre ad essere coordinatore di BDS Maroc. Nel 2005, ha fondato Transparency Maroc, del quale è diventato direttore, ed è membro dell'organo direttivo di Transparency International.
Antisionista, Sion Assidon si è attivato per il movimento di solidarietà con la Palestina. Nel dicembre 2011, ha manifestato insieme al suo gruppo BDS Maroc contro la cantante marocchina Hindi Zahra, dal momento che quest'ultima aveva deciso di tenere un concerto a Tel Aviv. Nell'aprile 2012, ha manifestato contro la tennista israeliana Shahar Peer.